# 贊同者球場
贊同者球場（韓語：찬동자 파크）是朝鮮民主主義人民共和國咸鏡北道清津市的一座多功能體育場。主要用作足球比賽場地，是清津贊同者體育團（韓語：찬동자 파크）的訓練用地和比賽主場。球場始建於1980年，場內可容納約15,000人。